# Dødheimsgard
Dødheimsgard (numera DHG) är ett norskt black metal-band med ett mer industribetonat sound. Jonas Alver som spelade basgitarr i bandet har också varit med i Emperor. Bandet har även blivit kända som "Chinese Democracy" inom black metal då de har arbetat med kommande skivan i studio sedan 2003och några år framåt.

## Medlemmar
Nuvarande medlemmar
- Vicotnik (Yusaf Parvez aka Viper, Mr. Fixit) – trummor, bakgrundssång (1994–1996), gitarr (1997– ), sång (1994–1998, 2011–2013, 2016– )
- Tommy Guns (Tommy Thunberg) – gitarr (2015– )
- L.E. Måløy (Lars-Emil Måløy) – basgitarr (2015– )
- Øyvind Myrvoll – trummor (2019– )

Tidigare medlemmar
- Fenriz (Gylve Nagell) – sång, basgitarr (1994–1995)
- Aldrahn (Bjørn Dencker Gjerde) – gitarr (1994–2004), sång (1994–2004, 2013–2016)
- Alver (Jonas Alver) – basgitarr (1996)
- Cerberus (Kai S. Halvorsen) – basgitarr (1996–1998)
- Apollyon (Ole Jørgen Moe) – trummor (1996–1998), gitarr, sång (1996), basgitarr (1999)
- Mr. Magic Logic (Svein Egil Hatlevik aka Hologram, Zweizz) – keyboard, piano (1997–2003)
- Galder (Thomas Rune Andersen Orre) – gitarr (1998)
- Czral (Carl-Michael Eide) – trummor (1999–2003)
- Clandestine (Christian Eidskrem) – basgitarr (2003–2015)
- Thrawn (Tom Kvålsvoll) – gitarr (2005–2008)
- Kvohst (Mat McNerney) – sång (2005–2008, 2010–2011)
- Jormundgand (Ole Teigen aka Honey Lucius) – synthesizer (2006–2011)
- D'arn (Kjetil Dahlen aka Valdr) – trummor (2006–2009)
- Sekaran (John Dana Woren aka Terghl) – trummor (2009–?)
- Blargh (Stian Hammeren aka John V. och Cliff) – gitarr (2010–2015)
- Void – basgitarr (2011–2015)

Turnerande medlemmar
- Darn (Kjetil Dahlen) – trummor
- Inflabitan (Sigmund Hansen) – gitarr, basgitarr (1999)
- Øyvind Myrvoll – trummor (2013, 2018–2019)

Bidragande musiker (studio)
- Mort – sampling, programmering på Supervillain Outcast
- Czral (Carl-Michael Eide) – trummor på Supervillain Outcast
- Bliss – sampling på Supervillain Outcast

## Diskografi
Demo
- 1994 – Promo 94
- 1995 – Promo 95

Studioalbum
- 1995 – Kronet til konge
- 1996 – Monumental Possession
- 1999 – 666 International
- 2007 – Supervillain Outcast
- 2015 – A Umbra Omega
- 2023 – Black Medium Current

EP
- 1998 – Satanic Art